# Janvier 1817

## Événements

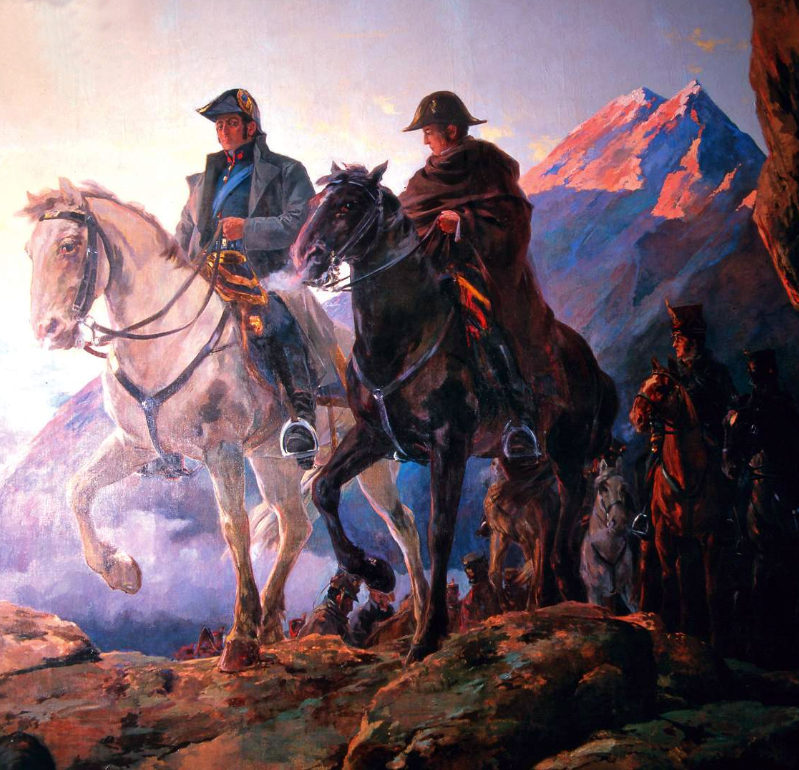
Janvier 1817, Guerres d'indépendance en Amérique du Sud : les libérateurs José de San Martín et Bernardo O'Higgins traversent les Andes.

- 1er janvier : le roi birman Bagyidaw envahit l’Assam, situé à l’ouest de son royaume. Fidèle à la tradition des souverains de la dynastie Konbaung, il tente ainsi de rétablir l’unité du royaume. Après la bataille de Ghiladhari (27 mars), il retire ses forces en avril après avoir reçu une forte indemnité[1].

- 17 janvier :
  - Le général argentin José de San Martín (1778-1850) quitte Mendoza et traverse la Cordillère des Andes vers le Chili et le Pérou à la tête d’une armée de libération[2].
  - France : l'École polytechnique est recréée par Louis XVIII sous le nom d'école royale polytechnique.

- 18 janvier : première tentative des patriotes vénézuéliens pour prendre Angostura[3] ; début de la campagne de Guyane dans la guerre d'indépendance du Venezuela.

- 20 janvier : création du Hindu College, premier établissement d’enseignement moderne en Inde[4].

- 25 janvier : les Britanniques se retirent officiellement de Saint-Louis, puis de Gorée le 5 février[5]. Les Français reprennent possession du Sénégal. C’est la seule voie fluviale utilisée par les Européens pour progresser à l’intérieur des terres africaines. Les anciens comptoirs sont voués au commerce, et des plantations se développent à l’intérieur des terres. Le colonel Schmaltz est nommé gouverneur du Sénégal.

- 28 janvier : attentat contre le Prince Régent du Royaume-Uni à l'occasion de l'ouverture du Parlement[6].

## Naissances
- 1er janvier : Georges Bouet (mort en 1890), peintre et archéologue français.
- 2 janvier : François Chabas (mort en 1882), égyptologue français.
- 22 janvier : Eugen Adam, peintre allemand († 6 juin 1880).
- 23 janvier : Jacques Gabriel Bulliot (mort en 1902), archéologue français.
- 26 janvier : Jean-Baptiste André Godin : Créateur du Familistère de Guise (le Versailles ouvrier) à Esquéhéries dans l'Aisne († 15 janvier 1888).
- 29 janvier : William Ferrel (mort en 1891), météorologue américain.

## Décès
- 1er janvier : Martin Heinrich Klaproth (né en 1743), chimiste allemand.
- 14 janvier : Pierre Alexandre Monsigny, compositeur d’opéra-comique (1729-1817).
- 23 janvier : Antoine Brice, peintre belge (° 26 mai 1752)